# La bambolona (romanzo)
La bambolona è un romanzo della scrittrice italiana Alba de Céspedes, pubblicato per la prima volta nel 1967 in Italia da Mondadori. 

## Trama
Il romanzo narra le vicende di un uomo maturo che si ritrova innamorato di una minorenne.

## Opere derivate
Nel 1968 dal romanzo fu tratto l'omonimo film diretto da Franco Giraldi.